# Київське повстання (1157)
Ки́ївське повста́ння 1157 — повстання населення Київського князівства проти влади, встановленої Юрієм Довгоруким після його смерті, імовірно, від отруєння.

## Союз проти Юрія
Кияни мали симпатії до старшої гілки нащадків Мстислава Великого. Зокрема, в ході попередньої міжусобиці в Києві Юрія своєчасно не сповістили про наближення його ворога з Волині.
1157 року, після невдалої спроби Юрія вигнати Мстислава Ізяславича з Волині, склався чернігівсько-волинсько-смоленський союз проти Юрія. Мстислав і Роман Ростиславич уже виступили на Київ, але Ізяслава Давидовича зустріли посли й повідомили про смерть Юрія.

## Хід повстання
Юрія Долгорукого, імовірно, отруїли на бенкеті в київського боярина Петрила. Після смерті князя 15 травня 1157 року спалахнуло антисуздальське повстання.
Народ розграбував два двори Юрія (Красний двір і ще один за Дніпром), а також двір його сина Василька Юрійовича в Києві. Кияни по містах і селах вбивали суздальців і прихильних до них бояр.
Повстання було інспіроване чернігівським князем Ізяславом Давидовичем. Налякані розмахом народного бунту, київські верхи закликали Ізяслава на престол. 19 травня Ізяслав Давидович урочисто в'їхав до Києва, вимушено передавши чернігівський стіл Святославу Ольговичу.
1171 року в Києві імовірно отруїли також і сина Юрія Гліба.